# Stadtkirche Erbach (Odenwald)

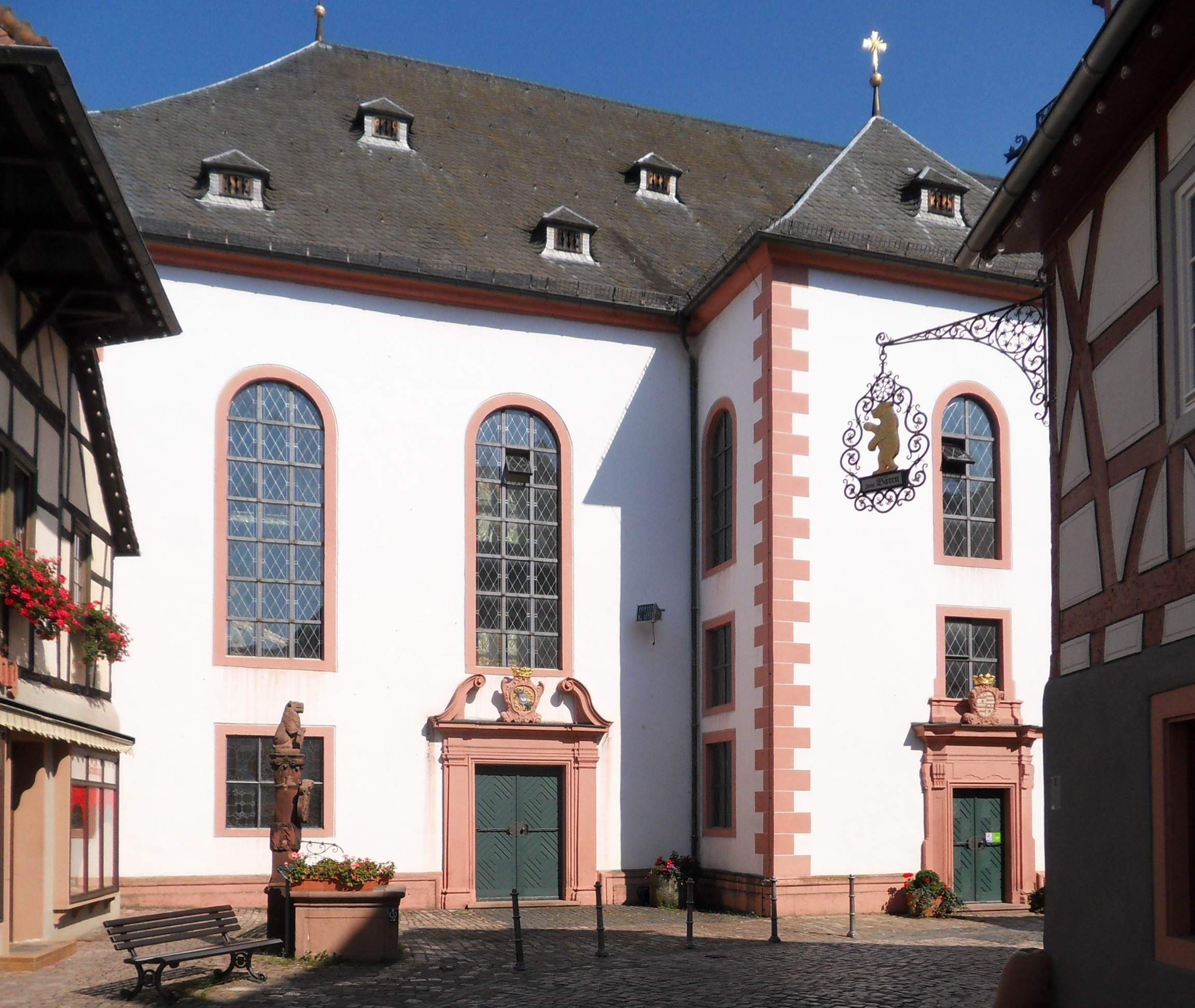
Fassadenteil der Westfassade der Stadtkirche mit dem Hauptportal rechts

Die Stadtkirche Erbach ist die evangelische Kirche in Erbach im Odenwald. Sie ist eine der sehr seltenen Querkirchen im südhessischen Raum und entstand als Neubau in der Mitte des 18. Jahrhunderts. Nach Dehio ist die Kirche der bedeutendste evangelische Kirchenbau in Südhessen. Die Kirche gehört zum Dekanat Odenwald in der Evangelischen Kirche in Hessen und Nassau.

## Baugeschichte

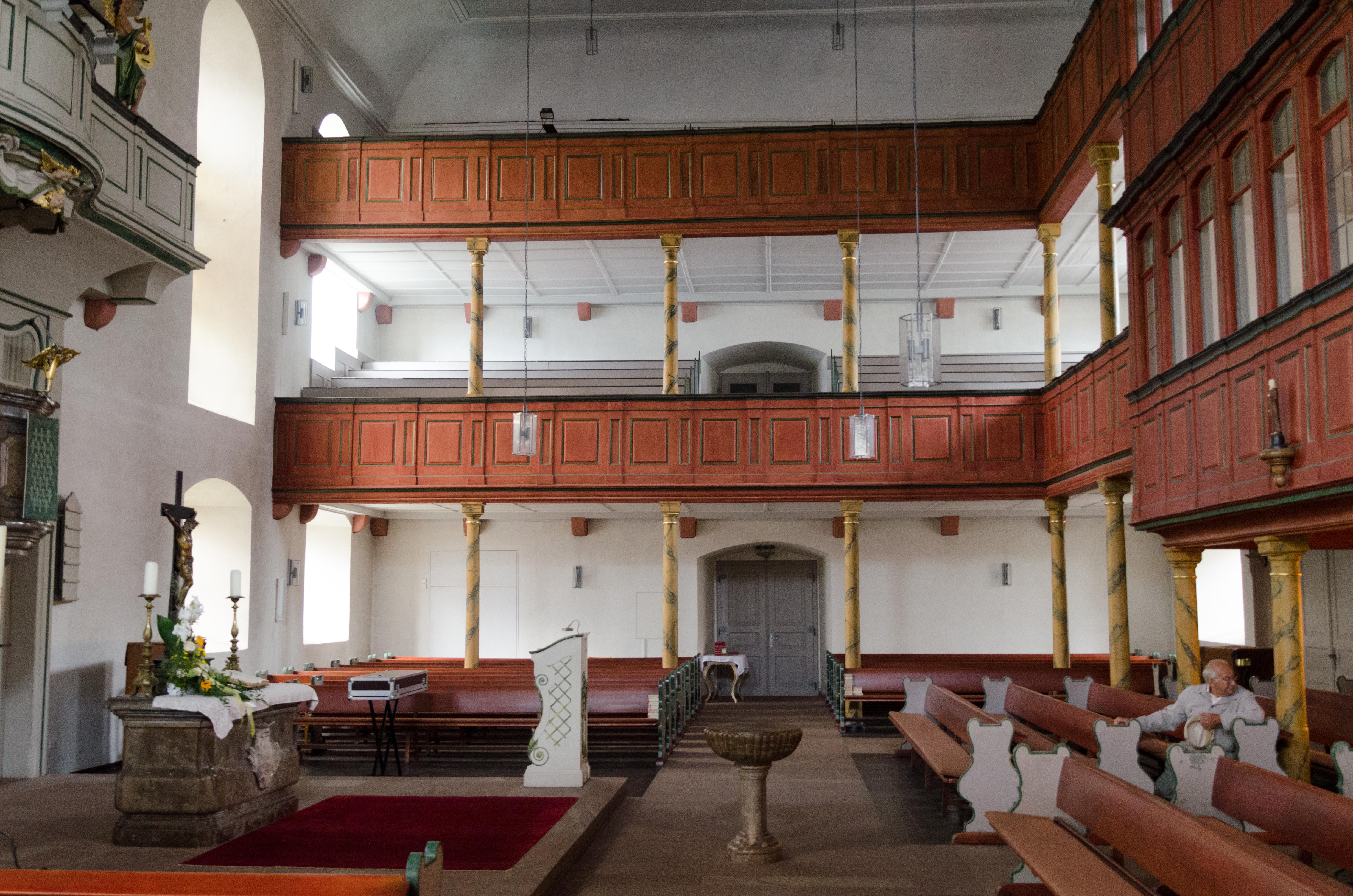
Blick in den Kirchenraum zur Südseite, rechts die tiefgezogene Herrschaftsloge an der westlichen Portalseite

Die heutige Kirche entstand auf dem Grund einer einst gotischen Kapelle und zuvor eines erbachischen Burgmannensitzes. Es befand sich hier, von der damaligen Burg Erbach aus nördlich gelegen und schon damals an die Mümling grenzend, der Sitz der Ritter von Eicholzheim. 1370 stifteten Schenk Eberhard VIII. und seine Gemahlin auf ausdrücklichen Wunsch der damaligen Erbacher Einwohner des Städtels eine Kapelle auf diesem Grund. Bis dahin hatte es lediglich eine Kapelle in der Burg gegeben. Die Kapelle wurde im bis heute erhaltenen und weiterhin kirchlich genutzten Turm des Burgmannensitzes im Erdgeschoss eingerichtet. Die Urkunde besagt: Eberhard Schenk Herre zu Erbach und Elisabethe seine eheliche Wirtin stiften eine Kapelle in der Stadt und widmen einen Priester, der die Kapelle besingen soll. Das ursprüngliche Patrozinium hatten die Heiligen Sebastian und Bartholomäus inne. Die Kapelle blieb zunächst eine Filialkirche der benachbarten Stadtkirche Michelstadt. Erst 1497 wurde auf den Antrag Schenk Erasmus von Erbach die Kapelle eigenständige erbachische Pfarrkirche und von Michelstadt gelöst. Etwa zur gleichen Zeit wurde der alte Erbacher Friedhof im Brudergrund mitsamt der Kapelle Zur Not Gottes angelegt. In der Zwischenzeit von 1526 bis zur endgültigen Einführung der Reformation in der Grafschaft Erbach 1544 kam es wohl zu Schwierigkeiten zwischen den Konfessionen. Es ist ein Vorfall von Heiligabend, dem 24. Dezember 1533 bekannt, danach prügelten sich die beiden Pfarrer vor dem Altar: und dem nichtswordigen Pfaffen um seiner Gottlosigkeit und Lügen willen ihm einen Streich mit der Faust aufs Maul geben. Umbauten und Renovierungen dieser Kirche sind aus dem 16. Jahrhundert bekannt. Im Laufe der Jahrhunderte wurde die Kirche dennoch zu klein und baufällig, weshalb sich Graf Georg Wilhelm zu Erbach-Erbach 1747 entschloss, einen völligen Neubau zu beauftragen. Ausführender Baumeister war Andreas Jörg. Bereits am 8. August 1747 wurde der Grundstein gelegt, der alte Baubestand – bis auf den erwähnten Wehrturm an der Ostseite – bis zum 18. November 1747 abgerissen. Das Langhaus wurde am 13. November 1748 fertiggestellt, der Turm bis zum 12. September 1749. Die Weihe der neuen Kirche erfolgte am 12. Juli 1750.

## Äußeres

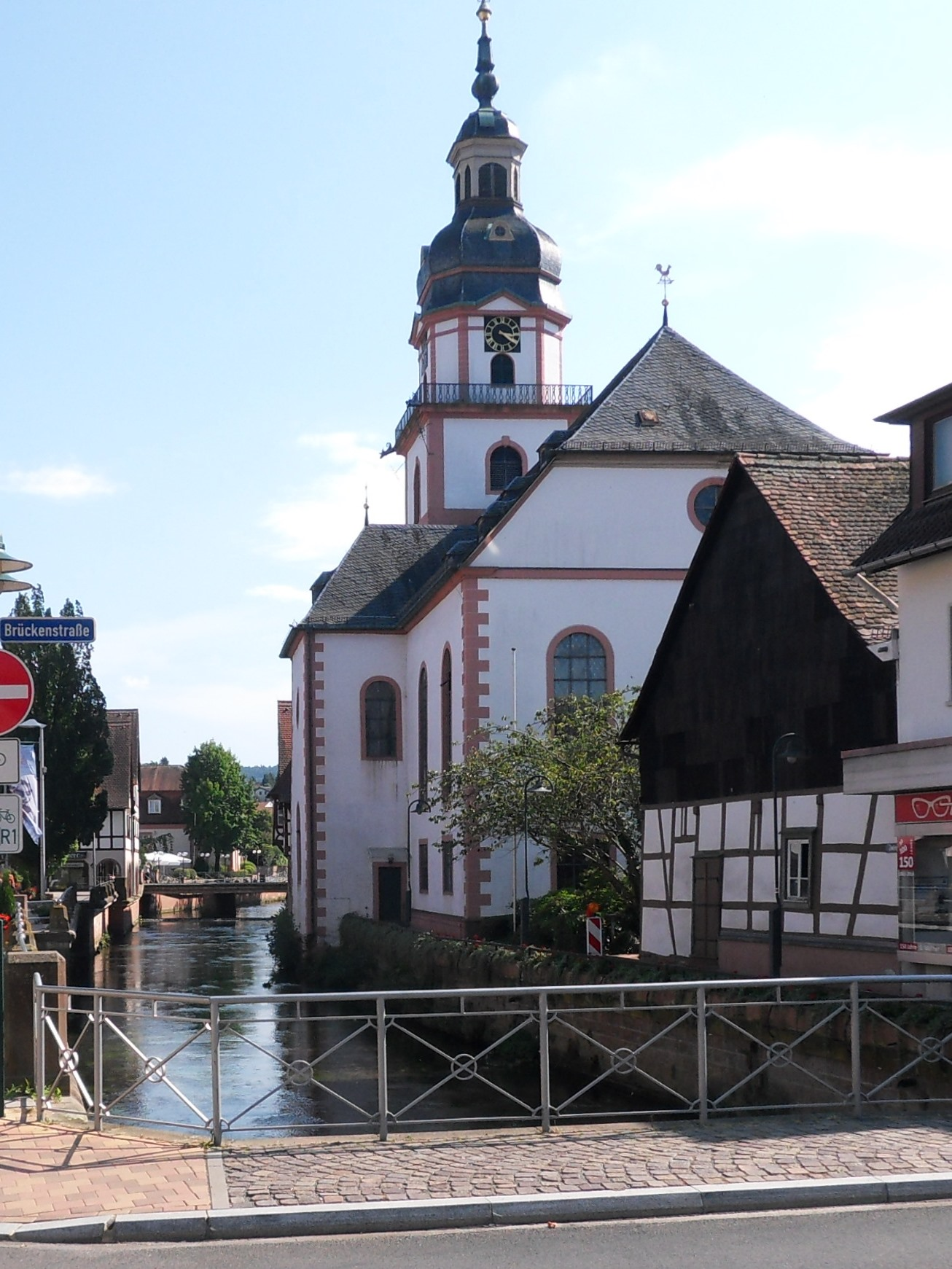
Nordseite. Der alte Wehrturm des ehem. Burgmannensitzes zur Mümling hin dient als Sakristei und für die Orgeltechnik

Die Kirche hat, entsprechend ihrem Grundriss, drei Zugänge von der Westseite. Der Mittelteil der Westfassade ist in Form eines Mittelrisalits deutlich hervortretend. Die Maßnahme dient zum Ausgleich des Vorsprunges auf der Ostseite, also dem dortigen ehemaligen Wehrturm im Grundriss. Über dem Hauptportal, dessen seitliche Pilaster geknickt und dessen Architrav folglich verkröpft ausgeführt wurde, befindet sich das Erbachische Wappen. Das nördliche Seitenportal enthält im Mittelfeld zwischen Voluten die Wappenkartusche der Grafen von Bothmer, die erste Ehefrau des Erbauers stammte aus diesem Geschlecht. Auf die Herkunft der zweiten Ehefrau des Erbauers verweist das Wappen des südlichen Portales, es ist das der Wild- und Rheingrafen.
An der Südseite erhebt sich der Turm mit einer Höhe von 48 Metern und 131 Stufen im Inneren. Die Bossettierung der Gebäudekanten wurde nicht tatsächlich in Sandstein ausgeführt, sondern lediglich gemalt. Ähnlich verhält es sich mit dem Uhrstockwerk des Turmes. Er ist nicht gemauert, wie die Außenfassade erscheinen lässt, sondern besteht aus verputztem Holz mit der dahinterliegenden Konstruktion, die die Glockenform des Turmdaches stützt. Diese Form ist eine Abweichung vom Originalplan, der eine vollendete Zwiebelform für das Turmdach vorsah.
Gedeckt wird die Kirche von einem Satteldach, das zu den Außenseiten kurz abgewalmt ist.

## Inneres
Die Ausrichtung des Grundstückes ließ eine, an sich liturgisch bedingte, Ausrichtung des Langhauses nach Osten insoweit nicht zu, als die Länge des Grundstücks sich von Nord nach Süd erstreckt. Daher – und auch aus theologischen Gründen – wurde der Raum quer zur West-Ost-Achse als Querkirche angelegt, als "Idealform" protestantischen Kirchenbaus. Der Bau ist eine einschiffige Saalkirche. Dem Gestaltungstyp einer protestantischen Predigerkirche entsprechend ist er sehr schlicht gehalten, das Bemerkenswerteste sind die, auf 12 mit Stuckmarmor verkleideten Säulen nach toskanischer Ordnung ruhenden, zweistöckigen Emporen auf den drei Seiten Nord, West und Süd. Die Westseite enthält die ebenfalls doppelstöckige Herrschaftsloge, zur Schauseite hin verglast. Der untere, als „Grafenstuhl“ bezeichnete Stock, in dem die gräfliche Familie dem Gottesdienst beiwohnte, ist etwas tiefer als die übrigen ersten Emporen, auf Augenhöhe mit der gegenüberliegenden Kanzel. Der obere Stock der Herrschaftsloge war als „Beamtenstuhl“ den höheren gräflichen Bediensteten vorbehalten. In den alten Zeiten der Nutzung waren die Kirchenbänke des Erdgeschosses den Frauen vorbehalten, die Männer hatten sich auf die Emporen zu begeben. Gedeckt wird der Raum von einer schlichten Hohlkehlendecke. Seine Maße sind 12,3 Meter in der Ost-West-Breite und 30 Meter in den Nord-Süd-Länge. Die Kirche hat Platz für etwa 1.400 Personen.

## Ausstattung
Altar-Kanzel und Taufstein bestehen aus Lahnmarmor und stammen sämtlich aus dem Entstehungszeitraum der Kirche in der Mitte des 18. Jahrhunderts. Auf dem – einer klassischen barocken Form nach – als Sarkophag gestalteten Altar an der Vorderseite wiederholt sich das erbachische Wappen, ebenso im obersten, gesprengten Segmentbogengiebel des Orgelprospektes. Letzterer ist eine Arbeit des Aschaffenburger Bildhauers Manuel Millet von 1724 und wurde beim Neubau der Kirche übernommen. Die reichgeschnitzte Verzierung des Orgelprospektes gilt als mit „hervorragender Qualität“ gearbeitet. Die Kanzel wiederum zeigt den Übergang in das Rokoko. Sie stammt vom Heidelberger Bildhauer Lutz. Der Taufstein in der Raummitte stammt von 1750. Die Kirche hat noch einen weiteren Taufstein aus Sandstein an der Nordseite, über dessen Alter die Meinungen allerdings erheblich auseinandergehen. Nach einer Meinung soll er noch aus der Spätgotik stammen und wäre damit das einzige erhaltene sakrale Stück aus der Vorgängerkirche, nach anderer Auffassung ist er sehr viel jünger und soll eine Stiftung des Grafenhauses erst von 1868 sein. An der Vorderseite der Herrschaftsloge befindet sich eine aus Elfenbein geschnitzte Christusfigur. Sie ist eine Arbeit des Erbacher Elfenbeinschnitzers Otto Glenz von 1940. Die Buntglasfenster der Kirche sind Stiftungen verschiedener Bürger, eines Pfarrers sowie des Grafenhauses. Diese Fenster stammen von 1898 und wurden anlässlich des 400-jährigen Gemeindejubiläums 1897 in Auftrag gegeben. Gearbeitet wurden sie in der Glasmalereiwerkstatt Heinrich Beiler in Heidelberg.

## Orgel
Die heutige Orgel mit 19 Registern auf zwei Manualen (C-f''') und Pedal (C-d') wurde 1899 als op. 793 des Orgelbauers Wilhelm Sauer aus Frankfurt/Oder erbaut. Sauer baute das Instrument mit pneumatischer Traktur in den Prospekt des Vorgängerinstruments von 1725 ein, das noch aus der Vorgängerkirche stammte. Aus der Vorgängerorgel wurde auch ein zweioktaviges Glockenspiel übernommen. Die im Ersten Weltkrieg abgelieferten Prospektpfeifen wurden 1919 von der Orgelbauwerkstatt Sauer wieder ergänzt und der ursprüngliche Orgelmotor wurde ausgetauscht. Bis auf diese Veränderungen ist das Instrument eine der wenigen heute noch praktisch im Originalzustand befindlichen Orgeln von Wilhelm Sauer.

## Geläut
Die Geläut der Kirche besteht aus vier Glocken, die auf das „Salve Regina-Motiv“ abgestimmt sind:
- "Elfuhr-Glocke", bereits 1357 gegossen und aus dem Kloster Schönau 1563 nach Erbach verbracht, Ton fis'. Die Glocke wiegt 22 Zentner.
- "Vaterunser-Glocke" von 1513, umgegossen 1850, Ton a', Gewicht 8 Zentner.
- "Gedächtnisglocke", gegossen 1950, Tonart d', sie ist mit einem Gewicht von 32 Zentnern die schwerste Glocke des Geläutes.
- "Eberhardsglocke", ebenfalls 1950 gegossen, Ton h', sie wiegt 6 Zentner.